# Пожарный шкаф

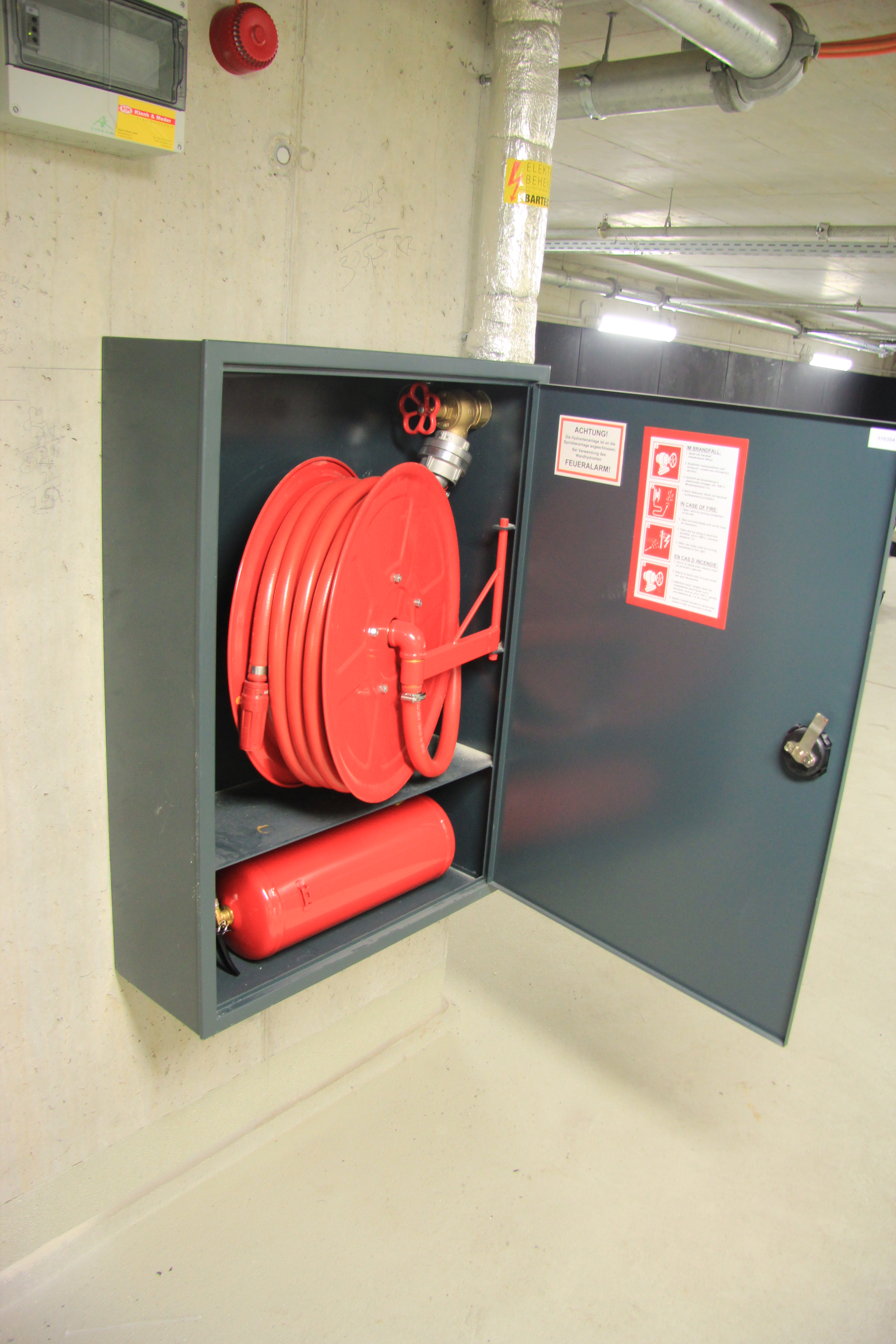
Шкаф пожарный

Шкаф пожарный — вид пожарного инвентаря, предназначенного для размещения и обеспечения сохранности средств обеспечения пожарной безопасности и пожаротушения, применяемых во время пожара, в том числе средств защиты и спасения людей, а также материальных ценностей..
Выпускаются с отсеком для огнетушителя — ШПК-О и без него — ШПК. Исполнение «открытое» — с окнами или «закрытое» — без окон.
Снабжены корзиной для напорного рукава и отверстием для подвода пожарного крана.
Изготавливаются из тонколистовой стали. Дверцы шкафов оборудованы специальными замками с индивидуальными ключами и карманом для их хранения.
Цвет — белый или красный (возможны варианты).
Варианты — навесной или встроенный. Навесные шкафы устанавливают (навешивают) на стенах внутри зданий и сооружений. Встроенные шкафы устанавливают в нишах стен.